# 战疫2020之我是医生
《战疫2020》是一部灾难情感主旋律电影，以武汉医护人员为主视角，讲述在2019冠狀病毒病疫情期间发生的故事。由导演长征张执导，严屹宽、高梓淇、李晟领衔主演，李建义、刘天佐、徐菁、严丰、余心恬、高若芯、余小玲等演员主演，姚安濂、黄晓娟、刘牧、子尧等演员友情出演。该片于2020年6月3日长沙开机。於11月3日在爱奇艺电影频道独家上映。

## 演员表
| 演員   | 角色     | 备注                                 |
| 严屹宽 | 郑直     | 重症医学科副主任                     |
| 高梓淇 | 林军     | 见习医生 林向东之子 原型为彭银华     |
| 李晟   | 于晓培   | 护士 林军之女友，后为其妻 原型蔡利萍 |
| 李建义 | 林向东   | 老院长 林军之父                      |
| 刘天佐 | 成大海   | 普通武汉市民，染上新冠病毒           |
| 徐菁   |          |                                      |
| 严丰   |          |                                      |
| 余心恬 | 郑爽     |                                      |
| 高若芯 |          |                                      |
| 余小玲 |          |                                      |
| 姚安濂 | 郑直父亲 | 退休医院主任                         |
| 黄晓娟 | 郑直母亲 | 退休护士长                           |
| 刘牧   | 周师兄   |                                      |
| 子尧   |          |                                      |